# Anna and the Barbies
Anna and the Barbies sono un gruppo musicale ungherese formatosi nel 2004. È formato dalla cantante Anna Pásztor e dai musicisti Sámuel Pásztor, Dávid Hernádi, Tamás Vághy e Ádám Balasi.

## Storia del gruppo
Fondatosi a Budapest nell'autunno del 2004, il gruppo è salito alla ribalta sei anni dopo grazie all'uscita del secondo album in studio Gyáva forradalmár, che ha esordito al 3º posto nella graduatoria nazionale della Magyar Hangfelvétel-kiadók Szövetsége. Il successo ottenuto nel corso del 2010 ha fruttato al gruppo una candidatura ai Fonogram Award nella categoria Album pop rock moderno dell'anno. Grazie al disco successivo, intitolato Ánem, si sono aggiudicati la statuetta nella medesima categoria. Il quinto album in studio Utópia, che ha debuttato direttamente in vetta alla classifica ungherese, ha trascorso più di un anno nella Album Top 40 slágerlista, riuscendo ad ottenere una certificazione di disco d'oro dalla MAHASZ con oltre 2 000 copie distribuite a livello nazionale. Nell'ambito del Fonogram Award hanno ottenuto tre ulteriori candidature grazie alle pubblicazioni successive.

## Formazione
Attuale
- Anna Pásztor – voce
- Sámuel Pásztor – voce, chitarra
- Dávid Hernádi – basso
- Tamás Vághy – tastiera
- Ádám Balasi – batteria

Ex componenti
- Barbara Schmidt – voce
- Imre Olivér Honfi – basso
- László Zsolt Kiss – batteria
- Balázs Galotti – tastiera
- Zsuzsanna Pásztor – voce, flauto
- Jávor Delov – batteria
- Dr. Jeff A. Matrixx – tastiera
- Tamás Heilig – basso
- Márk Bubnó – batteria

## Discografia

### Album in studio
- 2008 – Medallion
- 2010 – Gyáva forradalmár
- 2012 – Ánem
- 2014 – Szabadesés
- 2017 – Utópia
- 2019 – Indián

### Singoli
- 2017 – 7 lépés
- 2017 – Karjaidban (Szeresd a vesztest is, ne csak a bajnokot)
- 2017 – I Belong to You (feat. Sena)
- 2017 – Segges a balatonba
- 2019 – Utópia (feat. Maszkura és a Tücsökraj)
- 2019 – Húr (feat. Kardos-Horvath Janos)
- 2019 – Nagyon hagyom
- 2019 – Dobd el
- 2020 – Játék az egész
- 2020 – Ha egyszer ennek vége